# Olaf Heredia
Olaf Heredia, né le 19 octobre 1957 à Apatzingán (Mexique), est un footballeur mexicain, qui évoluait au poste de gardien de but aux Pumas UNAM, aux Tigres, à Monarcas Morelia, au Cruz Azul et à Santos Laguna ainsi qu'en équipe du Mexique.
Heredia obtient dix-huit sélections avec l'équipe du Mexique entre 1983 et 1986. Il participe à la coupe du monde en 1986 avec l'équipe du Mexique.

## Carrière
- 1978-1984 : Pumas UNAM
- 1984-1987 : Tigres
- 1987-1990 : Monarcas Morelia
- 1990-1993 : Cruz Azul
- 1993-1997 : Santos Laguna [2]

## Palmarès

### En équipe nationale
- 18 sélections et 0 but avec l'équipe du Mexique entre 1983 et 1986

### Avec l'UNAM
- Vainqueur de la Coupe des clubs champions de la CONCACAF en 1980 et 1982
- Vainqueur de la Copa Interamericana en 1981
- Vainqueur du Championnat du Mexique en 1981

### Avec Santos Laguna
- Vainqueur du Championnat du Mexique en 1996 (tournoi d'hiver)